# High Hopes (film)
Pour les articles homonymes, voir High Hopes.
Pour plus de détails, voir Fiche technique et Distribution.
High Hopes est un film britannique réalisé par Mike Leigh, sorti en 1988.
Il est question du rapport au parent âgé ; de divergences économiques et morales entre un frère et une sœur, adultes ; et de désir d'enfant dans un monde d'inégalités sociales.

## Synopsis
Comédie noire anglaise, qui tisse ses liens au sein de la société anglaise populaire fin des années 80. Plusieurs générations, se côtoient, Cyril et Shirley couple amoureux et rebelle. Wayne, homme introverti provincial désemparé par sa montée à la capitale. Mrs Bender, la mère de Cyril et Valerie, amère sur sa solitude et sa vieillesse. Valerie et son mari Martin, brutaux et très préoccupés par le paraître et peu généreux.
Ainsi que Laetitia et Rupert, des bourgeois plein de morgue, empreints de Thatcherisme fin de règne où l'argent roi méprise et déconstruit les rêves bâtis par une société après-guerre. Des tranches de vie, grinçantes d'une société anglaise londonienne, dans les dernières décennies du XXe siècle. 

## Fiche technique
- Titre : High Hopes
- Réalisation : Mike Leigh
- Scénario : Mike Leigh
- Production : Simon Channing Williams et Victor Glynn
- Musique : Andrew Dickson
- Directeur de la photographie : Roger Pratt
- Pays d'origine : Royaume-Uni
- Format : Couleurs
- Genre : Comédie dramatique
- Durée : 112 minutes
- Date de sortie : 1988

## Distribution
- Philip Davis (VF : Vincent Grass) : Cyril Bender
- Ruth Sheen : Shirley
- Edna Doré : Mrs. Bender
- Philip Jackson : Martin Burke
- Heather Tobias : Valerie Burke
- Lesley Manville : Laetitia Boothe-Brain
- David Bamber : Rupert Boothe-Braine

## Récompense
- Prix FIPRESCI de la Mostra de Venise